# Calyptoproctus aridus
Calyptoproctus aridus är en insektsart som beskrevs av Stsl 1869. Calyptoproctus aridus ingår i släktet Calyptoproctus och familjen lyktstritar. Inga underarter finns listade i Catalogue of Life.